# نیکولا بابیچ
نیکولا بابیچ (انگلیسی: Nikola Babić؛ ۵ دسامبر ۱۹۰۵ – ۲۲ اکتبر ۱۹۷۴) بازیکن فوتبال اهل یوگسلاوی بود.
از باشگاه‌هایی که در آن بازی کرده‌است می‌توان به باشگاه فوتبال گراجانسکی زاگرب و باشگاه فوتبال کنکوردیا اشاره کرد.
وی همچنین در تیم ملی فوتبال یوگسلاوی بازی کرده‌است.